# Jean-Baptiste Maximilien Villot de Fréville
Jean-Baptiste Maximilien Villot de Fréville est un homme politique français né le 6 mars 1773 à Paris et décédé le 7 décembre 1847 dans la même ville.

## Biographie
Fils de Pierre Villot de Fréville, député au Corps législatif, il est agent diplomatique à Florence en 1794, puis à Turin en 1797, à Vienne et à Madrid en 1798. Nommé membre du Tribunat le 4 brumaire an IX, il y reste jusqu'à sa suppression, devenant alors maître des requêtes au Conseil d'État. Chevalier d'Empire en 1808, puis baron en 1809, il est nommé préfet de Jemmapes en 1810, puis intendant de la province de Valence en 1812, préfet de Vaucluse en 1813 puis préfet de la Meurthe. Révoqué du Conseil d'État en 1815 lors de la deuxième Restauration, il retrouve ses fonctions de conseiller d'État en 1824. Rallié à la Monarchie de Juillet, il est nommé Pair de France le 11 octobre 1832.

## Sources
- « Jean-Baptiste Maximilien Villot de Fréville », dans Adolphe Robert et Gaston Cougny, Dictionnaire des parlementaires français, Edgar Bourloton, 1889-1891 [détail de l’édition]